# Leucina deshidrogenasa
La enzima Leucina deshidrogenasa EC 1.4.1.9 cataliza la reacción de deaminación oxidativa de la leucina a 4-metil-2-oxopentanoato y amoníaco.
L-leucina + H2O + NAD+ {\displaystyle \rightleftharpoons } 4-metil-2-oxopentanoato + NH3 + NADH
También actúa sobre la isoleucina, la valina, la norvalina y la norleucina.
Esta enzima se ha caracterizado en las bacterias Bacillus cereus, Bacillus licheniformis, Bacillus stearothermophilus, Bacillus subtilis y Thermoactinomyces intermedius, en donde tiene funciones catabólicas en el metabolismo bacteriano de los L-aminoácidos de cadena ramificada y en donde juega un papel importante en la germinación por esporas en cooperación con la alanina deshidrogenasa.
La enzima se presenta en homohexámeros y la longitud de las secuencias en las bacterias anteriormente citadas está en torno a los 365 aminoácidos.
La leucina deshidrogenasa conjuntamente con las glutamato deshidrogenasas, fenilalanina deshidrogenasa, y valina deshidrogenasa están estructuralmente y funcionalmente relacionadas. Un residuo conservado de lisina localizado en la región rica en glicina está implicado en el mecanismo catalítico.